# Huggler Peak
Huggler Peak är en bergstopp i Västantarktis. Chile gör anspråk på området. Toppen på Huggler Peak ligger 1 580 meter över havet, och ingår i Anderson Massif. Terrängen runt Huggler Peak är huvudsakligen bergig.